# TortoiseHg
TortoiseHg — клієнт для системи керування версіями Mercurial, виконаний як розширення оболонки Windows.
Виклик діалогових вікон (Clone, Commit, Settings тощо) здійснюється двома можливими способами:
1. за допомогою контекстного меню у провіднику Windows, і файловому менеджері Nautilus
2. за допомогою команди hgtk

## Можливості
Короткий перелік можливостей програми:
- Переглядач репозиторію
- Діалог фіксації (commit)
- Підтримка інструментів візуалізації змін та об’єднання
- Видобуток даних із вмісту репозиторію
- Повна підтримка обслуговування репозиторію через вбудований у Mercurial вебінтерфейс
- Синхронізація репозиторіїв
- Інтуїтивний графічний інтерфейс для управління налаштуваннями Mercurial
- Інтеграція з оболонкою Windows (опції пакету відображені в контекстному меню)
- Інформаційні значки на іконах файлів (в Nautilus - емблеми) для індикації стану файлу
- Для роботи не потрібне інтегроване середовище розробки
- Перевірка орфографії
- Доступна українська локалізація